# NGC 2485
NGC 2485 est une galaxie spirale située dans la constellation du Petit Chien. NGC 2485 a été découverte par l'astronome allemand Albert Marth en 1864.

## Caractéristiques
Sa vitesse par rapport au fond diffus cosmologique est de 4 834 ± 17 km/s, ce qui correspond à une distance de Hubble de 71,3 ± 5,0 Mpc (∼233 millions d'al).
La classe de luminosité de NGC 2485 est I et elle présente une large raie HI.